# Zygmunt Gardecki
Zygmunt Gardecki (ur. 17 stycznia 1885 w Warszawie, zm. 15 maja 1942 w Auschwitz-Birkenau) – polityk PPS, PPS – dawnej Frakcji Rewolucyjnej i BBWR, działacz Centralnego Zrzeszenia Klasowych Związków Zawodowych, a następnie Związku Związków Zawodowych.

## Życiorys
Po ukończeniu 5-oddziałowej szkoły miejskiej w Warszawie, pracował jako sztukator w Teatrze Wielkim. Od 1902 w Polskiej Partii Socjalistycznej. Aresztowany wraz z siostrą w styczniu 1903. Przez pięć miesięcy więziony był na Cytadeli Warszawskiej, następnie przez dwa lata przebywał w Żytomierzu pod nadzorem policji rosyjskiej. W 1905 powrócił do Warszawy, działając w PPS Frakcja Rewolucyjna. Po kolejnym aresztowaniu w listopadzie 1906, przez osiem miesięcy był więziony, a następnie wydalony z granic imperium rosyjskiego. Wyjechał do Niemiec, skąd w 1909 nielegalnie wrócił do Warszawy.
W czasie I wojny światowej, od 1915 był członkiem Warszawskiego Okręgowego Komitetu Robotniczego PPS. Od 1917 współorganizator Pogotowia Bojowego PPS. W trakcie wojny polsko-bolszewickiej był członkiem Robotniczego Komitetu Obrony Warszawy. Od 1920 został członkiem Rady Naczelnej PPS.
W wyborach parlamentarnych w 1922 wybrany na posła z listy PPS w okręgu wyborczym nr 16(Kalisz). W Sejmie I kadencji był członkiem komisji odbudowy kraju, oraz komisji petycji. Ponownie wybrany z tego samego okręgu w wyborach parlamentarnych w 1928. W Sejmie II kadencji był członkiem komisji odbudowy kraju. Od 1919 reprezentował PPS w Warszawskiej Radzie Związków Zawodowych, a od 1922 do 1928 był jej przewodniczącym. Od 1924 reprezentował PPS w Warszawskiej Spółdzielni Mieszkaniowej, będąc do 1927 przewodniczącym jej Rady Nadzorczej.
W październiku 1928, w wyniku rozłamu w PPS, wraz z grupą posłów opuścił Związek Parlamentarny Polskich Socjalistów i wstąpił do Klubu Parlamentarnego PPS dawna Frakcja Rewolucyjna. Został członkiem Centralnego Komitetu Robotniczego i Centralnej Rady Organizacyjnej PPS dawnej Frakcji Rewolucyjnej. Został też sekretarzem generalnym Centralnego Zrzeszenia Klasowych Związków Zawodowych. W wyborach do Sejmu w 1930 kandydował z listy PPS dawnej Frakcji Rewolucyjnej, jednak mandatu nie uzyskał.
Opowiadał się za ścisłą współpracą z BBWR. W wyniku rozłamu z CZKZZ i PPS dawnej Frakcji Rewolucyjnej przeszedł do Związku Związków Zawodowych, gdzie od 1931 do 1936 był zastępcą sekretarza generalnego i członkiem Prezydium.
W wyborach parlamentarnych w 1935 wybrany do Sejmu z okręgu wyborczego nr 3 (Warszawa) z listy BBWR. W Sejmie IV kadencji, był członkiem-referentem w komisjach: budżetowej, pracy, przemysłowo-handlowej. W 1935 i 1936 był wybierany do specjalnej komisji do rozważenia projektu ustawy o upoważnieniu Prezydenta RP do wydawania dekretów, a w latach 1935–1936 członkiem specjalnej komisji samorządu stołecznego. W 1936 wybrany do specjalnej komisji do rozważenia projektów ustaw: o utworzeniu województwa stołecznego i o administracji samorządowej w woj. stołecznym, a w 1938 do specjalnej komisji ds. samorządu mieszkaniowego i do specjalnej Komisji ds. cen artykułów rolnych.
Po rozpoczęciu okupacji niemieckiej, w listopadzie 1941, został aresztowany przez gestapo, trafił na Pawiak. 17 kwietnia tego samego roku wywieziony do KL Auschwitz. Tam zmarł w połowie maja 1942.
W 1931 był odznaczony Krzyżem Niepodległości oraz Krzyżem Kawalerskim Orderu Odrodzenia Polski.